# Lijst van aardbevingen in 2003

## Lijst

### Januari
- 20 - Aardbeving bij de Solomonseilanden van 7,3 op de schaal van Richter.
- 22 - Aardbeving voor de kust van de Mexicaanse deelstaat Colima van 7,6 op de schaal van Richter. Er vielen 29 doden.

### Februari
- 24 - Aardbeving in het zuiden van Sinkiang van 6,3 op de schaal van Richter. Er vielen 261 doden.

### Maart
- 17 - Aardbeving bij de Aleoeten van 7,1 op de schaal van Richter.

### Mei
- 1 - Aardbeving in het oosten van Turkije van 6,4 op de schaal van Richter. Er vielen 117 doden.
- 21 - Aardbeving in het noorden van Algerije van 6,8 op de schaal van Richter. Er vielen 2.266 doden.
- 26 - Aardbeving in Japan van 7,0 op de schaal van Richter.
- 26 - Aardbeving bij Halmahera, Indonesië van 7,0 op de schaal van Richter.

### Juni
- 20 - Aardbeving in Amazonas, Brazilië van 7,1 op de schaal van Richter.

### Juli
- 15 - Aardbeving in de Indische Oceaan van 7,6 op de schaal van Richter.

### Augustus
- 4 - Aardbeving in de Scotiazee van 7,6 op de schaal van Richter.
- 21 - Aardbeving bij het Zuidereiland van Nieuw-Zeeland van 7,2 op de schaal van Richter.

### September
- 25 - Aardbeving bij Hokkaido, Japan van 8,3 op de schaal van Richter. Later op diezelfde dag was er een naschok van 7,4.
- 27 - Aardbeving in het zuidwesten van Siberië van 7,3 op de schaal van Richter.

### Oktober
- 31 - Aardbeving voor de oostkust van Honshu, Japan van 7,0 op de schaal van Richter.

### November
- 17 - Aardbeving bij de Aleoeten van 7,8 op de schaal van Richter.

### December
- 26 - Aardbeving in het zuidwesten van Iran van 6,6 op de schaal van Richter. Er vielen 31.000 doden.
- 27 - aardbeving ten zuidoosten van de Loyaliteitseilanden van 7,3 op de schaal van Richter.

1950 ·
1951 ·
1952 ·
1953 ·
1954 ·
1955 ·
1956 ·
1957 ·
1958 ·
1959 ·
1960 ·
1961 ·
1962 ·
1963 ·
1964 ·
1965 ·
1966 ·
1967 ·
1968 ·
1969 ·
1970 ·
1971 ·
1972 ·
1973 ·
1974 ·
1975 ·
1976 ·
1977 ·
1978 ·
1979 ·
1980 ·
1981 ·
1982 ·
1983 ·
1984 ·
1985 ·
1986 ·
1987 ·
1988 ·
1989 ·
1990 ·
1991 ·
1992 ·
1993 ·
1994 ·
1995 ·
1996 ·
1997 ·
1998 ·
1999 ·
2000 ·
2001 ·
2002 ·
2003 ·
2004 ·
2005 ·
2006 ·
2007 ·
2008 ·
2009 ·
2010 ·
2011 ·
2012 ·
2013